# Schizophragma corylifolium
Schizophragma corylifolium là một loài thực vật có hoa trong họ Tú cầu. Loài này được Chun miêu tả khoa học đầu tiên năm 1954.